# Coenobita clypeatus
Espèce
Coenobita clypeatus est un bernard l'hermite terrestre vivant aux Caraïbes, dans le Sud-Est des États-Unis (Floride), au Mexique. Un de ses noms vernaculaires est " Pinceur violet " en rapport à sa grosse pince violette.

## Description de l'espèce
La couleur de Coenobita clypeatus présente des variations selon le spécimen, il a généralement le corps rouge-orangé et une grosse pince violette.

## Alimentation
Coenobita clypeatus est omnivore et détritivore. Néanmoins, il risque une carence en calcium s'il ne parvient pas à trouver des aliments qui sont nécessaires à son développement. Une telle carence peut causer des problèmes pour la reconstitution de l'exosquelette après la mue.

## Habitat et répartition

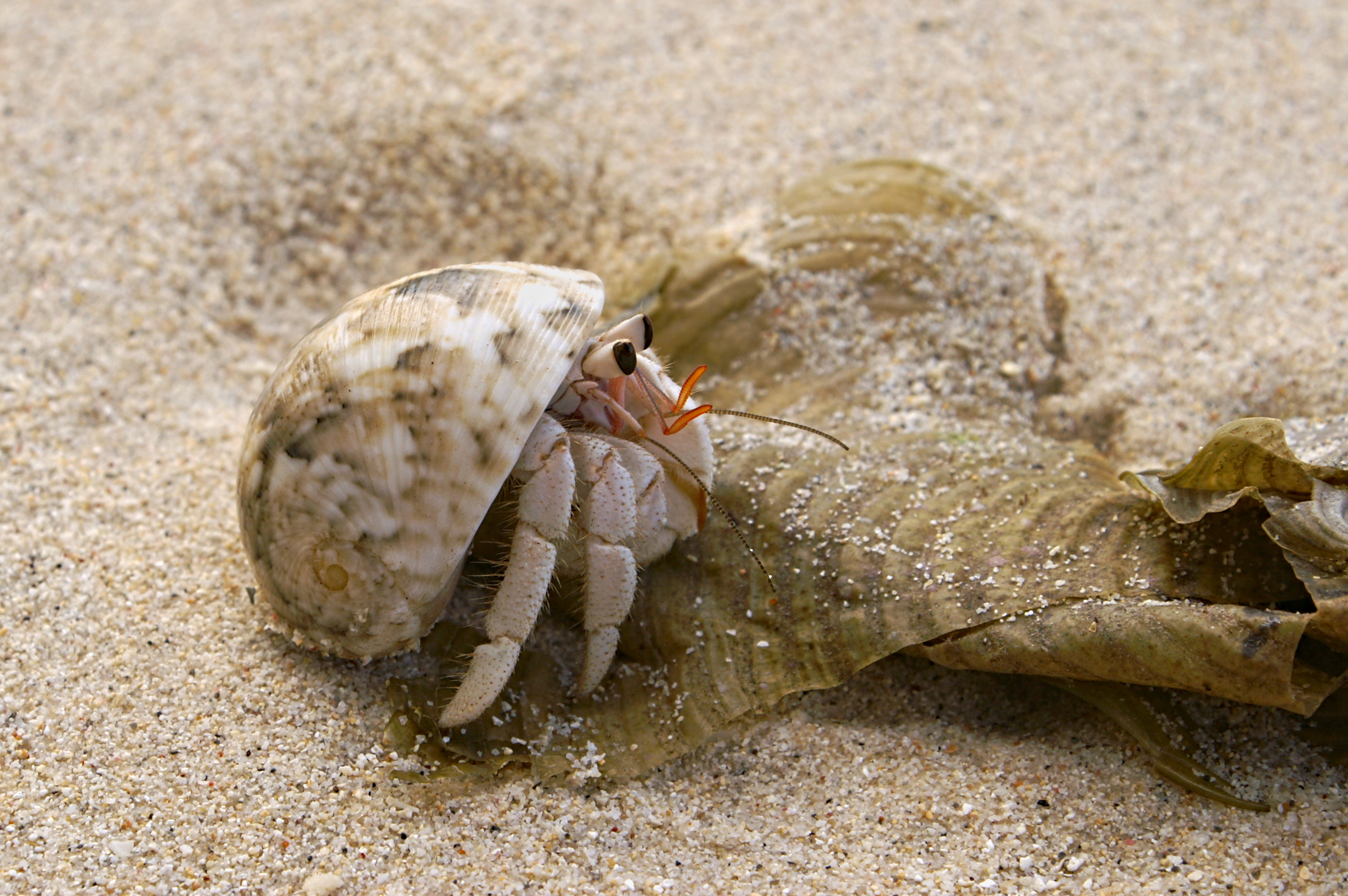
Un coenobita clypeatus à Praslin (Seychelles). Octobre 2007.

L'espèce est présente dans les Caraïbes, le sud de la Floride, le Venezuela, les Bermudes, Porto Rico et Haïti.

## Coenobita clypeatuset l'Homme
Il est considéré comme faisant partie des nouveaux animaux de compagnie.